# Sony Xperia Z3
Das Sony Xperia Z3 wurde im September 2014 auf der IFA in Berlin vorgestellt und ist ein Full-HD-Android-Smartphone aus der Xperia-Serie der Firma Sony. Es ähnelt mit dem ebenfalls 5,2 Zoll großen Bildschirm mit Full-HD-Auflösung und der 20,7-Megapixel-Kamera stark seinem Vorgänger, dem Sony Xperia Z2. Auch der Snapdragon-801-Prozessor ist der gleiche, jedoch mit 2,5 GHz etwas höher getaktet. Bei beiden Geräten gibt es 3 GB Arbeitsspeicher, der Akku ist um 100 mAh auf 3100 mAh geschrumpft. Genau wie beim Z2 gibt es einen Staub- und Wasserschutz nach IP65 und IP68 in bis zu 1,5 Metern Wassertiefe. Das Gerät ist bei gleich großem Bildschirm etwas kürzer, weniger breit, dünner und daher auch leichter geworden. Zudem gibt es mit Schwarz, Weiß, Mint und Kupfer etwas andere Farbvarianten als beim Z2.
Das Xperia Z3 wurde mit der Android-Version 4.4.4 KitKat mit Sony UI ausgeliefert. Seit April 2015 ist ein Update auf Android 5.0.2 Lollipop erhältlich, auf welches im Juli 2015 ein weiteres Update auf die bis dato neueste Version 5.1.1 folgte, welche ebenfalls den Namen Lollipop trägt. Am 9. April 2016 begann Sony damit, die Android 6.0.1 Marshmallow-Aktualisierung auszuteilen. Der aktuelle Stand der Google-Sicherheitsupdates ist vom 1. Juli 2016.

## Display
Das Sony Xperia Z3 besitzt ein 5,2 Zoll (13,2 cm) großes Triluminos-LC-Display mit einer Auflösung von 1080 × 1920 Pixeln (ca. 424 ppi Pixeldichte) und einem Farbraum von 16 Millionen Farben. Der integrierte X-Reality for mobile Bildprozessor unterstützt dabei den Grafikprozessor Adreno 330.

Der Touchscreen unterstützt zudem Multi-Touch-Gesten mit bis zu zehn Fingern.

## Kamera
Mit dem 1/2.3 inch Exmor RS for mobile erlaubt die Kamera eine HDR-Videoaufnahme. Zudem bietet die 20,7-MP-Hauptkamera – neben der 2,2-MP-Frontkamera – weitere Leistungsmerkmale wie ein Blitzlicht mit pulsierender LED, Autofokus, Fokussieren und Aufnahme durch Tippen, Geotagging, einen Bildstabilisator, Rote-Augen-Reduzierung, Selbstauslöser und eine Gesichts- und Lächelerkennung. Zur Verbesserung der Fotoqualität wurde der Bildsensor um eine Sony-G-Lens-Optik mit einer Blende F 2.0 und einem leistungsfähigen BIONZ-Bildprozessor ergänzt, wie ihn z. B. auch einige Sony-Alpha- und NEX-Modelle besitzen.

## Design
Das Aussehen des Xperia Z3 wurde nach dem OmniBalance-Konzept entwickelt, wobei die Vorder- und Hinterseite mit Glas beschichtet ist. Der Rahmen besteht nun einzig aus Aluminium und ist komplett abgerundet. Die Ecken sind aus Nylon um so besser vor Sturzfolgen zu schützen. Mit 7,3 mm Dicke ist das Xperia Z3 etwas dünner als das Xperia Z2. Die Farbvarianten Schwarz und Weiß sind gleich geblieben, die Farbe Violett wurde jedoch durch Mint und Kupfer ersetzt. Außerdem bietet das weiße Xperia Z3 nun auch eine weiße Frontpartie anstatt einer schwarzen wie noch beim Xperia Z2.

## Festigkeit
Das Gehäuse des Xperia Z3 ist wasser- und staubdicht nach dem IP68-Standard. Das bedeutet, dass Staub in jeglicher Form und ein 30-minütiges Versinken in 1,5 m tiefem Wasser keine Schäden hervorruft. Der Vorgänger Xperia Z2 war nur nach IP58 zertifiziert, was einen geringeren Schutz gegen Staub bedeutet.

## Bilder

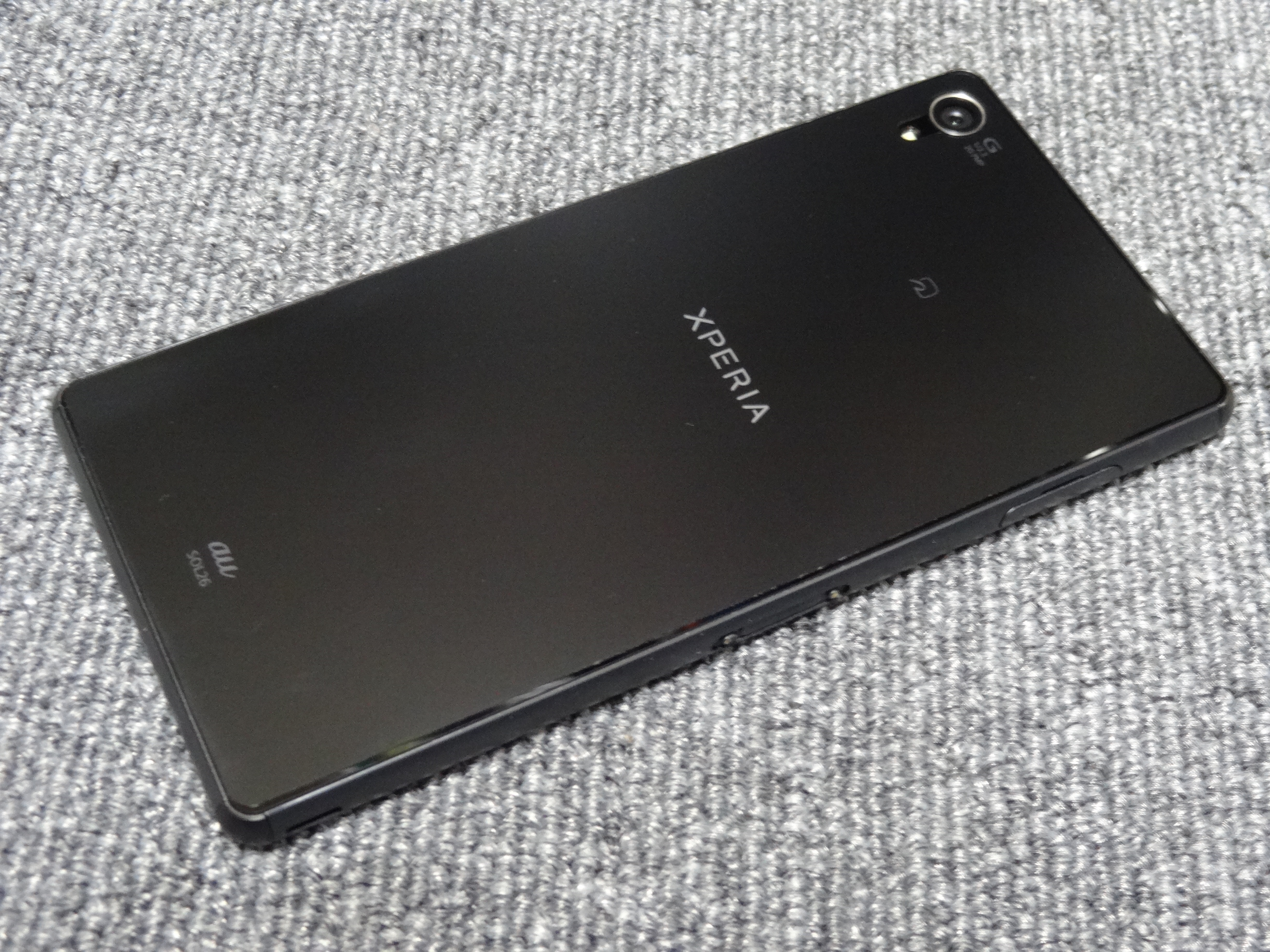
Rückseite
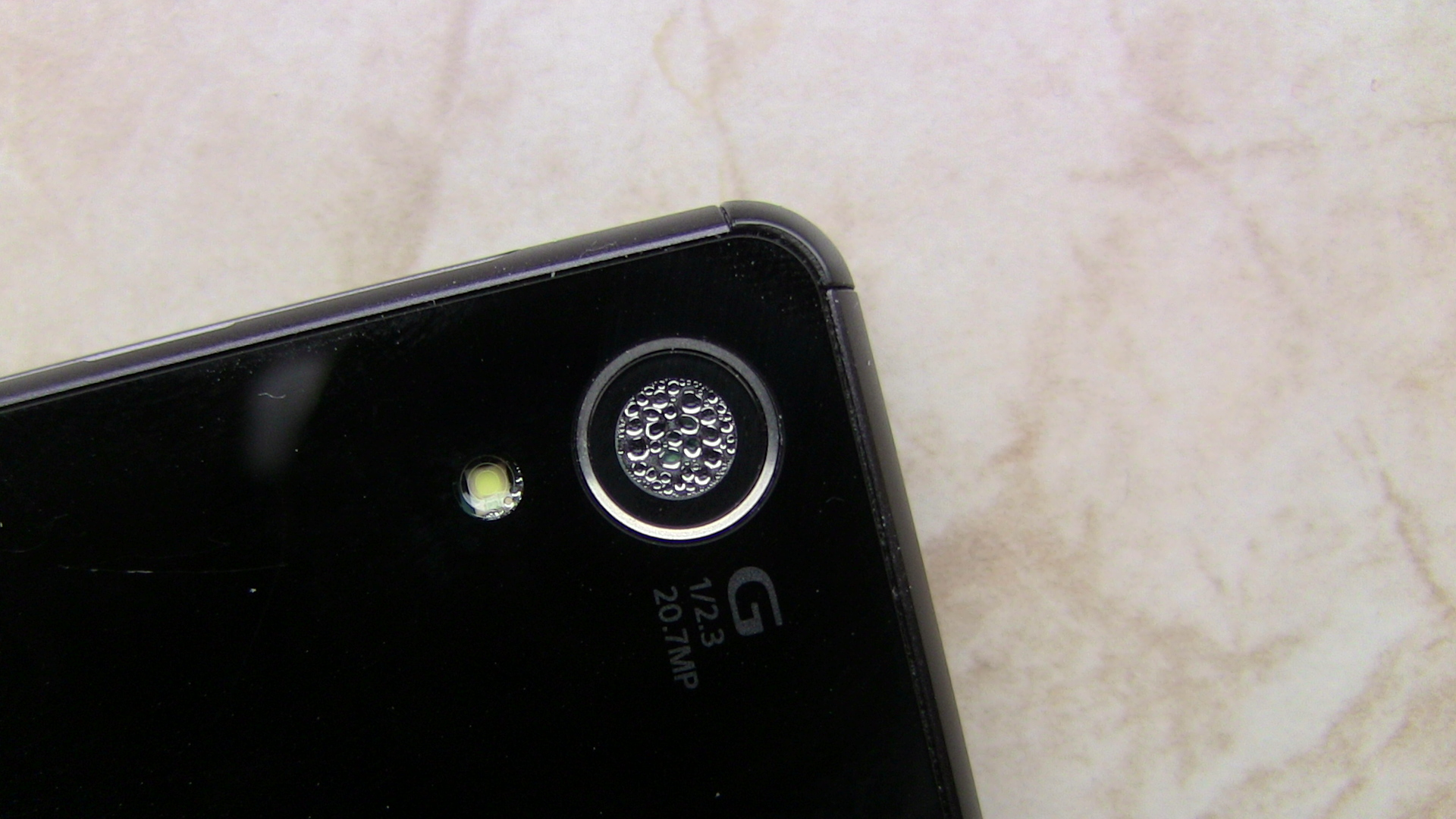
Kameralinse mit Wassertröpfchen

## Software-Entwicklung
Das Xperia Z3 wurde von Sony Mobile als Testgerät für das Update auf Android 6.0.1 Marshmallow (ursprünglich 6.0) verwendet. Es handelt sich dabei um einen öffentlichen Test, wobei sich 500 freiwillige Tester Beta-Versionen von Android 6.0.1 mit einer überarbeiteten Sony UI für ihr Z3 herunterladen und Sony auf Fehler hinweisen können. Die aktuelle Version trägt die Versionsnummer MOB30M.Z1.3633 und bringt einen Low Battery Mode  sowie die Google-Sicherheitsupdates vom 1. Juli 2016.
Seit dem 21. April 2016 steht die Android-N-Developer-Preview für das Smartphone als erstes Nicht-Nexusgerät zur Verfügung.